# フレデリック・ビリングス
フレデリック・ビリングス（Frederick Billings、1823年9月27日 - 1890年9月30日）は、アメリカ合衆国の弁護士および投資家である。1879年から1881年まで、ノーザン・パシフィック鉄道の社長を務めた。

## 経歴
彼はバーモント州ウィンザー郡ロイヤルトンに生まれ、バーモント大学を1844年に卒業し、法律の世界で仕事をするようになった。1848年に、カリフォルニア・ゴールドラッシュの最中のサンフランシスコに移住し、町で最初の土地に関する弁護士となった。後に彼はヘンリー・ハレックと提携して、サンフランシスコでも一流の法律事務所であるハレック・ピーチー・アンド・ビリングスを起こした。カリフォルニアでの期間中、彼はカレッジ・オブ・カリフォルニア（のちのカリフォルニア大学バークレー校）の管理人を務め、このカレッジをジョージ・バークリーにちなんで名づけることを提案した。
1864年に彼はバーモント州ウッドストックに戻り、1869年にジョージ・パーキンス・マーシュのかつての地所を購入した。ビリングは、マーシュの環境に関する先駆的な本「人間と自然」を読み、その保護の理論を実践に移し始めた。ビリングスとその後継者は多くの破産した農場を買収し、オウシュウトウヒ、ヨーロッパアカマツ、ヨーロッパカラマツやその他の多くの自然の木を使って再森林化した。今日では、ウッドストックのマーシュ＝ビリングス＝ロックフェラー国定史跡公園がこの、アメリカ合衆国で最古と思われる人工管理林の管理に当たっている。ビリングス農場博物館は、稼働している酪農施設であるとともに博物館であり、バーモントの農業の歴史を学ぶ場所となっている。
ビリングスは後に、ノーザン・パシフィック鉄道の当初の12株のうちの1株を購入し、1879年から1881年まで社長を務めた。また彼は会衆派教会の教会をウッドストックに建てた。1882年に設立された鉄道の町で、彼にちなんで命名されたモンタナ州ビリングスには実際に自分の家を所有したことはなかったが、この町で最初の会衆派教会と学校を建てる資金を寄付した。彼はまたバーモント大学にビリングス図書館を寄贈して1885年に完成し、ジョージ・パーキンス・マーシュの蔵書12,000冊を購入して寄贈した。
彼の死に際しては、ビリングスは何百万ドルもの黄金の入った箱をベアトゥース山脈に隠したという伝説がある。

## 彼の名にちなむもの
- ビリングス (モンタナ州)
- ビリングス (ミズーリ州) (Billings)
- バーモント大学ビリングス図書館
- ビリングス農場博物館（バーモント州ウッドストック）
- キャンプ・ビリングス (Camp Billings)、バーモント州フェアリー
- ビリングス郡 (ノースダコタ州) (Billings County)
- 第二次世界大戦時のリバティ船のSSフレデリック・ビリングスは彼の名前にちなむ